# Shamans
Shamans è il settimo album in studio della musicista azera Aziza Mustafa Zadeh, pubblicato nel 2002.

## Tracce
1. Holiday Blessings – 4:30
2. Ladies Of Azerbaijan – 5:00
3. UV (Unutma Vijdani) – 5:48
4. Sweet Sadness – 4:59
5. M25 – 2:58
6. Ayrilik – 4:56
7. Fire Worship – 4:34
8. Shamans – 9:10
9. Strange Mood – 5:26
10. Uzun Ince Bir Yoldayim – 4:13
11. Endless Power – 3:43
12. Melancholic Princess – 4:20
13. Bach-Zadeh – 2:56
14. Portrait Of Chopin – 5:36